# Skorpions Varese 1998
Questa voce raccoglie le informazioni riguardanti gli Skorpions Varese nelle competizioni ufficiali della stagione 1998. Lo sponsor principale è per il terzo anno consecutivo Sebi.

## Roster
| Roster degli Skorpions Varese (1998) |
| --- |
| Quarterback - -- A. Dell'Aquila Running Back - -- Enzo Petrillo Wide Receiver - 80 Sem Molinari - -- S. Campagna Offensive Linemen Defensive Linemen Linebacker Defensive Back - -- Igor Petrillo Special Team |

## Campionato Winter League FIAF 1998

### Regular season
| Varese 15 novembre 1997, ore week 6 | Sebi Skorpions Varese | 12 – 28 | Cepu Kings Gallarate | C.S. Comunale di San Fermo, via Mori |

| Varese 26 settembre 1998, ore week 2 | Sebi Skorpions Varese | 27 – 24 | Colorificio Bresciano Bengals Brescia | C.S. Comunale di San Fermo, via Mori |

| Varese 3 ottobre 1998, ore week 3 | Sebi Skorpions Varese | 36 – 6 | Red Falcons Liscate | C.S. Comunale di San Fermo, via Mori |

| Varese 10 ottobre 1998, ore week 4 | Sebi Skorpions Varese | 47 – 12 | Edicart Nightmare Piacenza | C.S. Comunale di San Fermo, via Mori |

| Magenta 25 ottobre 1998, ore week 5 | Finplast Bulls Magenta | 13 – 69 | Sebi Skorpions Varese | Campo Pontevecchio |

| Gallarate 1º novembre 1998, ore week 6 | Cepu Kings Gallarate | 24 – 18 | Sebi Skorpions Varese | Campo Garden2 |

| 8 novembre 1998, ore week 7 | Colorificio Bresciano Bengals Brescia | 26 – 31 | Sebi Skorpions Varese |  |

| Milano 14 novembre 1998, ore week 8 | Red Falcons Liscate | 19 – 20 | Sebi Skorpions Varese | Campo Saini, via Ciclamini |

## Statistiche di squadra
| Competizione | %Vittorie | In casa | In casa | In casa | In casa | In casa | In casa | In trasferta | In trasferta | In trasferta | In trasferta | In trasferta | In trasferta | Totale | Totale | Totale | Totale | Totale | Totale |
| Competizione | %Vittorie | G       | V       | N       | P       | Pf      | Ps      | G            | V            | N            | P            | Pf           | Ps           | G      | V      | N      | P      | Pf     | Ps     |
| ------------ | --------- | ------- | ------- | ------- | ------- | ------- | ------- | ------------ | ------------ | ------------ | ------------ | ------------ | ------------ | ------ | ------ | ------ | ------ | ------ | ------ |
| Campionato   | .750      | 4       | 3       | 0       | 1       | 122     | 70      | 4            | 3            | 0            | 1            | 138          | 82           | 8      | 6      | 0      | 2      | 260    | 152    |
| Totale       | .750      | 4       | 3       | 0       | 1       | 122     | 70      | 4            | 3            | 0            | 1            | 138          | 82           | 8      | 6      | 0      | 2      | 260    | 152    |